# 3.ª Divisão (Japão)
A 3ª Divisão foi uma divisão de infantaria do Império do Japão que serviu durante a Segunda Guerra Mundial. A Divisão foi formada no dia 14 de maio de 1888 em Nagoya, sendo desmobilizada no mês de setembro de 1945 com o fim da guerra.

## Comandantes
| Comandante                     | Data                                             |
| ------------------------------ | ------------------------------------------------ |
| General Jiro Oba               | 15 de fevereiro de 1915 - 25 de novembro de 1919 |
| General Shinnosuke Kikuchi     | 25 de novembro de 1919 - 5 de maio de 1921       |
| Marechal Baron Nobuyoshi Muto  | 5 de maio de 1921 - 24 de novembro de 1922       |
| Lt. General Matasuke Hamamo    | 24 de novembro de 1922 - 10 de março de 1923     |
| General Kotaro Inoue           | 10 de março de 1923 - 28 de julho de 1926        |
| Lt. General Kinichi Yasumitsu  | 28 de julho de 1926 - 1 de agosto de 1929        |
| Lt. General Rokuichi Koizumi   | 1 de agosto de 1929 - 1 de agosto de 1930        |
| Lt. General Masuo Sakabe       | 1 de agosto de 1930 - 4 de agosto de 1930        |
| General Yoshiyuke Kawashima    | 7 de novembro de 1930 - 9 de janeiro de 1932     |
| Lt. General Zentaro Wakayama   | 9 de janeiro de 1932 - 15 de março de 1935       |
| Lt. General Tsuneichi Iwakoshi | 15 de março de 1935 - 23 de março de 1936        |
| Lt. General Masaki Ito         | 23 de março de 1936 - 2 de agosto de 1937        |
| Lt. General Susumu Fujita      | 2 de agosto de 1937 - 14 de outubro de 1939      |
| General Masataki Yamawaki      | 14 de outubro de 1939 - 28 de setembro de 1940   |
| Lt. General Fusutaro Toyoshima | 28 de setembro de 1940 - 24 de dezembro de 1941  |
| Lt. General Tagani Takahashi   | 24 de dezembro de 1941 - 25 de março de 1943     |
| Lt. General Mitsuo Yamamoto    | 25 de março de 1943 - 1 de março de 1945         |
| Lt. General Eiichi Tatsumi     | 1 de março de 1945 - de setembro de 1945         |

## Subordinação
- Exército Expedicionário Shanghai - 15 de agosto de 1937
- Exército Expedicionário China Central - 14 de fevereiro de 1938
- 2º Exército - 22 de agosto de 1938
- 11º Exército - 9 de dezembro de 1938
- Grupo de Exércitos Expedicionário China - de julho de 1945

## Ordem da Batalha
1939agosto de 1940
- 3. Grupo de Infantaria: (desmobilizada 10 de janeiro de 1944)
- 6. Regimento de Infantaria
- 34. Regimento de Infantaria
- 68. Regimento de Infantaria
- 3. Regimento de Cavalaria
- 3. Regimento de Artilharia de Campo
- 3. Regimento de Engenharia
- 3. Regimento de Transporte
- Unidade de comunicação